# Жанна (дофина Оверни)
Жанна I (фр. Jeanne Ire, dauphine d’Auvergne; 1411 — 26 мая 1436, Ардр) — графиня Клермона и Сансера, дофина Оверни (1426—1436), дама де Меркёр. Графиня де Монпансье, дама де Камбрайль (по правам мужа).

## Биография
Родилась в 1411 или 1412 году (иногда указывается 1414 год). Дочь (единственный ребёнок) дофина Беро III и его жены Жанны де Ла Тур д’Овернь.
Наследовала отцу после его смерти, последовавшей 28 июля 1426 года. В том же году 8 декабря вышла замуж за Людовика I Бурбона (ок. 1403—1486), сына Жана I, герцога Бурбонне и Оверни.
После свадьбы Людовик I де Бурбон принял титул дофина Оверни. Также ему по условиям брачного контракта отец передал графство Монпансье и сеньорию Камбрайль.
Детей в этом браке не было.
26 мая 1436 года Жанна I умерла от неизвестной болезни. По завещанию, составленному за несколько дней до смерти (20 мая), она все свои владения оставила мужу.
Овдовев, Людовик I де Бурбон в 1443 году женился на Габриэлле де Ла Тур д’Овернь. Их старший сын Жильбер де Бурбон-Монпансье после смерти отца принял титул графа де Монпансье, дофина Оверни, сеньора де Меркёр и де Камбрайль.